# Kääriä
Kääriä är en ö i Finland. Den ligger i sjön Suvasvesi och i kommunen Leppävirta i den ekonomiska regionen  Varkaus ekonomiska region  och landskapet Norra Savolax, i den centrala delen av landet, 300 km nordost om huvudstaden Helsingfors. Öns area är 0,6 hektar och dess största längd är 130 meter i öst-västlig riktning.